# Macroglossum vadenberghi
Macroglossum vadenberghi là một loài bướm đêm thuộc họ Sphingidae. Nó được tìm thấy ở Indonesia.
It is immediately distinguishable from all other species của Macroglossum species by the white abdominal tuft.